# John Hugh Crimmins

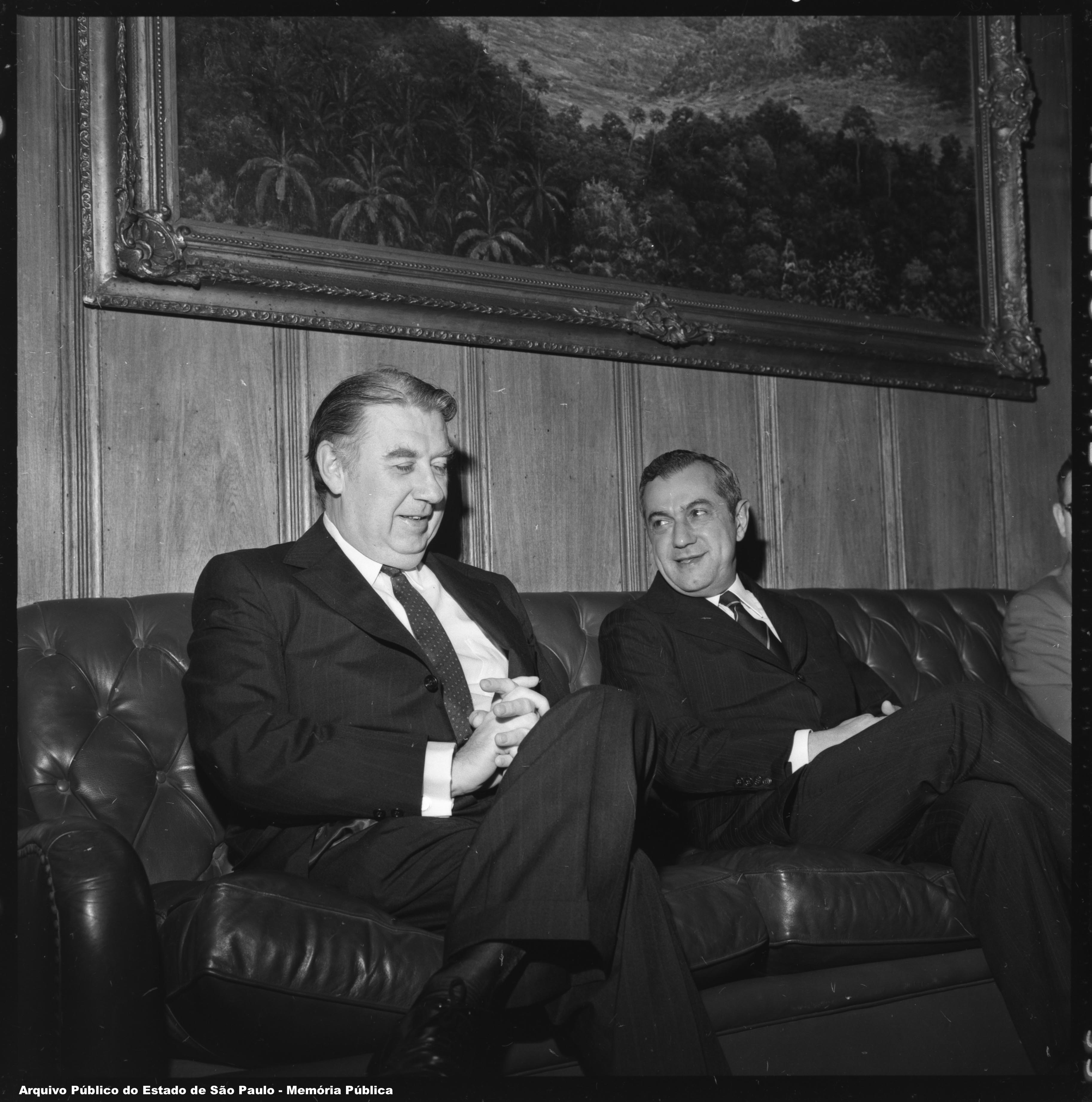
John Hugh Crimmins (links) mit Laudo Natel, Gouverneur des Bundesstaates São Paulo (1973)

John Hugh Crimmins (* 26. November 1919 in Worcester, Massachusetts; † 12. Dezember 2007 in Mitchellville, Maryland) war ein US-amerikanischer Diplomat, der unter anderem zwischen 1973 und 1978 Botschafter der Vereinigten Staaten in Brasilien war.

## Leben
John Hugh Crimmins absolvierte nach dem Schulbesuch ein Studium an der Harvard University, das er 1941 abschloss. Während des Zweiten Weltkrieges trat er in die US Army ein. Er war Nachrichtendienstoffizier und wurde zuletzt zum Oberstleutnant (Lieutenant Colonel) befördert. Später trat er in den diplomatischen Dienst und fand verschiedene Verwendungen an Auslandsvertretungen sowie im US-Außenministerium als Fachmann für Nachrichtendienste in Lateinamerika und Westeuropa. Er war zwischen 1961 und 1963 Leiter des Referats für den Karibikraum und Mexiko sowie im Anschluss nach der Kubakrise von 1963 bis 1965 Koordinator für Kuba-Angelegenheiten.
Am 27. Juni 1966 wurde Crimms zum Botschafter der Vereinigten Staaten in der Dominikanischen Republik ernannt und übergab dort am 29. Juni 1966 als Nachfolger von William Tapley Bennett Jr. seine Akkreditierung. Er verblieb auf diesem Posten bis zum 16. April 1969, woraufhin Francis E. Meloy Jr. seine Nachfolge antrat. Er kam ein Jahr nach der US-Invasion in Santo Domingo an. Eine seiner Prioritäten war die Stabilisierung des Landes durch amerikanische Einkäufe von dominikanischem Zucker sowie die Weiterleitung von Hilfsgeldern an die neue Regierung von Präsident Joaquín Balaguer. Nach seiner Rückkehr war er zwischen April 1969 und Juli 1973 als Deputy Assistant Secretary of State for Inter-American Affairs stellvertretender Leiter der Unterabteilung für Interamerikanische Angelegenheiten im Außenministerium.
Zuletzt wurde er am 10. Juli 1973 zum Botschafter der Vereinigten Staaten in Brasilien berufen, wo er am 13. August 1973 als Nachfolger von William M. Rountree sein Beglaubigungsschreiben überreichte. Er bekleidete dieses Amt bis zum 25. Februar 1978 und wurde danach von Robert M. Sayre abgelöst. In Brasilien half er bei der Freilassung eines Amerikaners, Fred Morris, eines methodistischen Missionars und Korrespondenten der Zeitschrift  Time, der mehr als zwei Wochen von der Militärregierung entführt und gefoltert wurde. Im Ruhestand war er Mitverfasser einer vom US-Außenministerium finanzierten Studie, in der er kritisierte, dass das Außenministerium zu vorsichtig mit Warnsignalen war, die 1978 zum Jonestown-Massaker in Guyana führten. 
John Hugh Crimms, der sich auch für die American Academy of Diplomacy engagierte, war bis zu seinem Tode mit Marguerite Carlson (1918–2008) verheiratet. Aus dieser Ehe ging sein Sohn John „Jack“ Crimmins, Jr. sowie die Tochter Deborah Crimmins hervor. Nach seinem Tode an Herzinsuffizienz wurde er auf dem Nationalfriedhof Arlington bestattet.